# Bathybadistes andrewsi
Bathybadistes andrewsi là một loài chân đều trong họ Munnopsidae. Loài này được Merrin, Malyutina & Brandt miêu tả khoa học năm 2009.